# Tara Conner
Tara Elizabeth Conner (Dallas, Texas, Estados Unidos, 18 de diciembre de 1985) es una reina de bellezas que ganó el título del certamen de Miss USA 2006 y compitió en Miss Teen USA y Miss Universo 2006. Aparte de su rol de Miss USA, Conner ha sido modelo y camarera. Ella apareció en la serie Bikini Destinations de HDNet en 2004, posando para las cámaras en Lake Tahoe. Tara conner obtuvo los títulos de Miss Kentucky Teen USA 2002, Miss Kentucky County Fair 2004, Miss Kentucky USA 2006 y Miss USA 2006. 
A finales de 2006, Conner se convirtió en el centro de un escándalo público cuando se reportó en las noticias que había tenido problemas alcohólicos siendo menor de edad, y dio positivo al teste de cocaína y besó a Miss Teen USA Katie Blair, entre otras cosas. A Tara se le permitió seguir con el título al entrar en un programa de rehabilitación.

## Miss Universo 2006
Conner representó a los Estados Unidos en el certamen de Miss Universo 2006 en Los Ángeles, California en julio de 2006. Su compañera de cuarto durante las tres semanas que las delegadas duraron en Los Ángeles fue Kenisha Thom de Trinidad y Tobago.
Conner clasificó en el primer top 20 y compitió en la competencia de traje de baño, y como miembro del top diez, compitió en traje de gala, vistiendo un vestido diseñado por Kayne Gillaspie, un participante en un show de telerrealidad llamado Project Runway Tercera Temporada. Después de ser llamada al top cinco y competir en la ronda de la pregunta, Conner fue anunciada como la cuarta finalista de la nueva Miss Universo Zuleyka Rivera de Puerto Rico. Conner se convirtió en la quinta Miss USA en quedar en cuarto lugar en la historia de Miss Universo.